# Christophe-Louis Légasse
Pour les articles homonymes, voir Légasse.
Christophe-Louis Légasse, né le 25 août 1859 à Bassussarry dans les Pyrénées-Atlantiques et décédé le 30 juillet 1931 à Périgueux, est un prélat catholique français, successivement préfet apostolique à Saint-Pierre-et-Miquelon de 1899 à 1915, évêque d’Oran de 1915 à 1920, et évêque de Périgueux de 1920 à 1931. C’est un membre de la famille Légasse.

## Biographie
Christophe-Louis Légasse est le fils de Pierre Légasse, armateur au Canada et à Saint-Pierre-et-Miquelon, et de Gracieuse Bigot. 
Il est ordonné prêtre le 12 juillet 1884, et devient vicaire à la cathédrale Sainte-Marie de Bayonne en 1889, poste qu'il conservera jusqu'en 1899.
Il est nommé préfet apostolique à Saint-Pierre-et-Miquelon le 14 novembre 1899. Le 6 décembre 1915 il est nommé évêque d'Oran et consacré évêque dans la cathédrale de Bayonne le 22 février 1916 par Pierre Paulin Andrieu avec comme co-consécrateurs François-Xavier-Marie-Jules Gieure et Laurent Monnier.
Il est intronisé évêque de Périgueux le 16 décembre 1920.

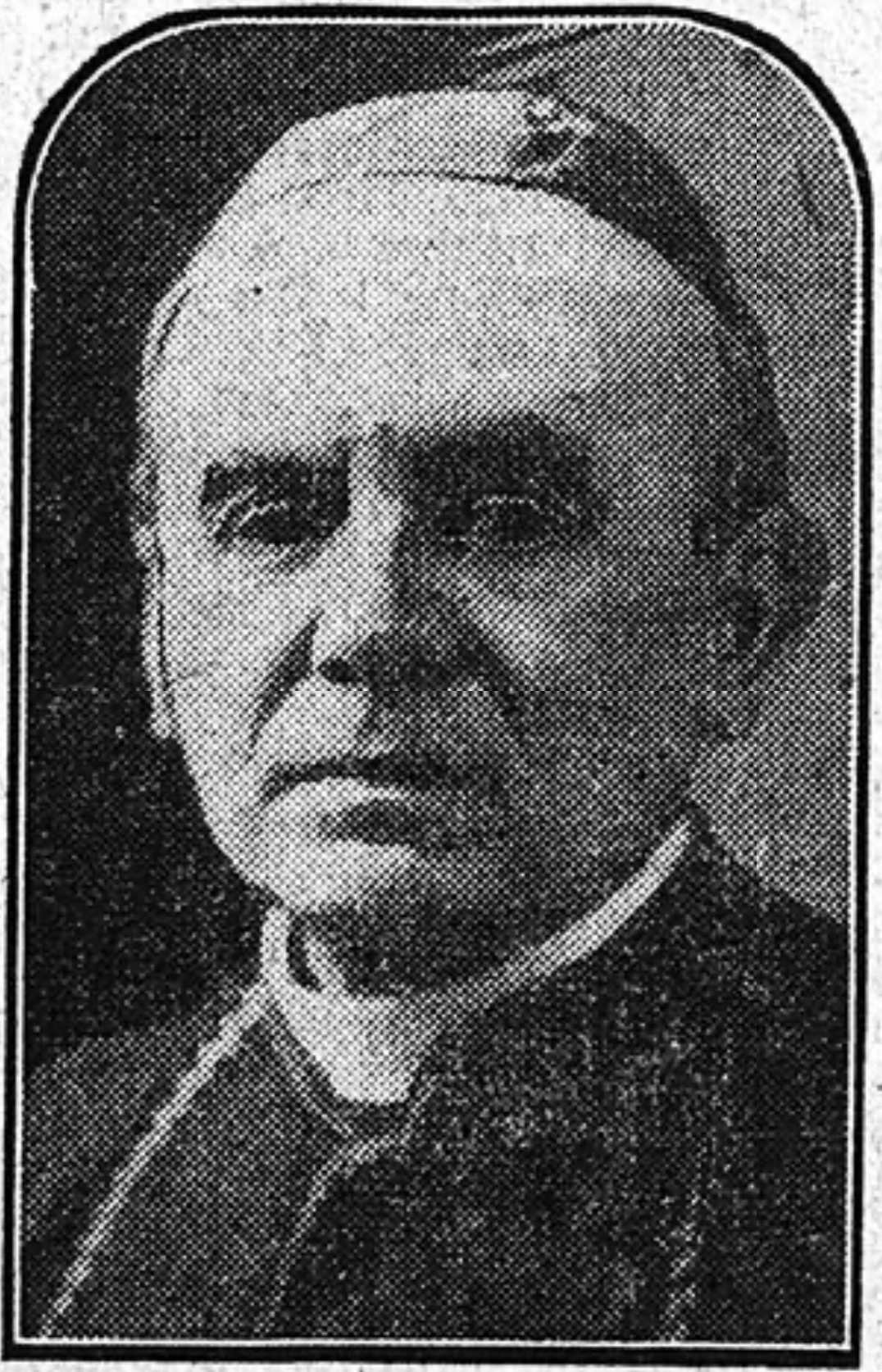
Christophe-Louis Légasse.

Il est l'oncle de Joseph Urtasun, archevêque d’Avignon de 1957 à 1970, et de Marc Légasse.

## Succession apostolique
Christophe-Louis Légasse a ordonné les évêques suivants :
- Évêque Amiel-François Bessière (de) (1917)

### Armes
D'azur à la Vierge à l'Enfant au naturel nimbée d'or, posée sur un rocher d'argent mouvant d'une mer aussi au naturel et accompagnée en chef d'une colombe du St-Esprit aussi d'argent

## Distinctions
- Officier de la Légion d'honneur (12 août 1930)[1].